# Sianów
Pour la gmina, voir Sianów (gmina).
Sianów (en allemand : Zanow) est une ville de la voïvodie de Poméranie-Occidentale, dans le nord-ouest de la Pologne. Elle est le siège de la gmina de Sianów, dans le powiat de Koszalin.

## Histoire
Avant 1945, la commune de Zanow fait partie de l'arrondissement de Schlawe-en-Poméranie (de) dans le district de Köslin de la province prussienne de Poméranie.

## Héraldique
| Blason de Sianów | Blason  | De gueules au griffon mariné d'argent membré lampassé Becqué, (... crusifére) d'or, et en pointe une bande ondé d'azur posée en barre |
| Blason de Sianów | Détails | Le statut officiel du blason reste à déterminer.                                                                                      |